# Session Announcement Protocol
Session Announcement Protocol (SAP) – protokół wykorzystywany przez usługi powodujące tzw. „burze rozgłoszeń” (radio, telewizja internetowa).
Został opublikowany przez instytut IETF w dokumencie RFC 2974 ↓.